# 粒子と波動の二重性
粒子と波動の二重性（りゅうしとはどうのにじゅうせい、Wave–particle duality）とは、光や電気といった様々な物理現象が、粒子のような性質と波のような性質を併せ持つことをいう。
このような性質への着目は、クリスティアーン・ホイヘンスとアイザック・ニュートンにより光の本質についての対立した理論（光の粒子説と光の波動説）が提出された1600年代に遡る。その後19世紀後半以降、アルベルト・アインシュタインやルイ・ド・ブロイらをはじめとする多くの研究によって、光や電子をはじめ、そういった現象を見せる全てのものは、粒子のような性質と波動のような性質を併せ持つと結論付けられた。この現象は、素粒子だけではなく、原子や分子といった複合粒子でも見られる。実際にはマクロサイズの粒子も波動性を持つが、干渉のような波動性に基づく現象を観測するのは、相当する波長の短さのために困難である。

## 歴史

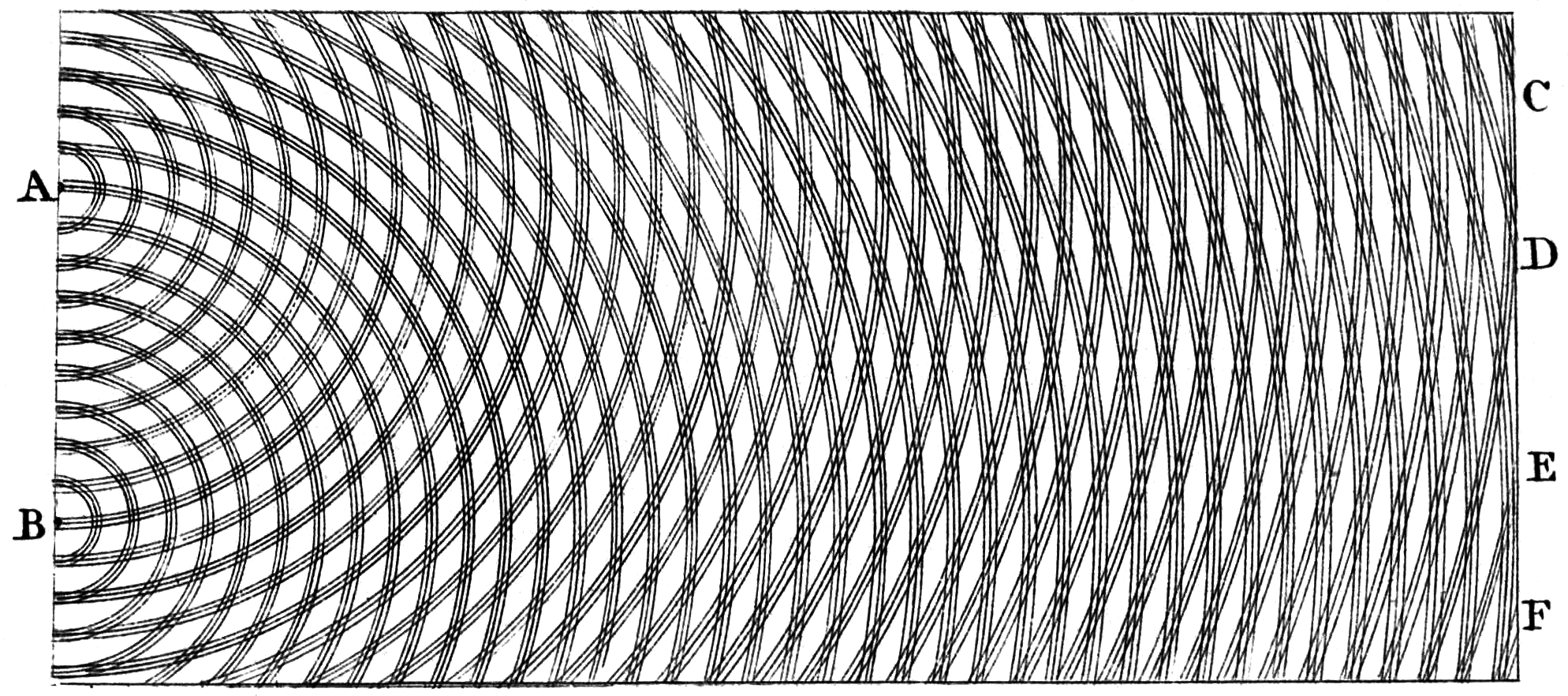
ヤングにより1803年に描かれた二重スリット実験の干渉縞

19世紀の終わりまでには、物質は、原子と呼ばれる粒子が集まってできているとする原子論が確立していた。電流は、初めは流体だと考えられていたが、陰極線を用いたジョゼフ・ジョン・トムソンの研究によって、電子と呼ばれる粒子の流れであることがわかった。これらの事実によって、自然界の大部分は粒子からできていると考えられるようになっていた。同じ頃、波動については、光の回折や干渉の現象を通じて十分に理解が得られていた。ヤングの実験やフラウンホーファー回折の現象から、光は波動だと考えられていた。
しかし、1905年のアインシュタインによる光電効果の実験などよって、光が粒子のような性質も持つことが示され、1923年のコンプトン散乱の発見によって、それは確かめられた。一方で、粒子だと考えられていた電子について、電子回折が予言された後、実験により確かめられ、電子が波動のような性質も持つことが示された。
粒子と波は、それぞれ互いに相容れないように思えるが、20世紀前半に粒子と波動の両方の性質をもつ「量子」が仮定され、量子論が提唱された。その後、20世紀の終わりには、粒子と波動の二重性の正確な定量もなされた。こうして現代では、古典的な粒子説、波動説の欠点を補い、微小系の振る舞いを記述できる。

## 研究の進展

### ホイヘンスとニュートン
最初期の光に関する総合的な理論は、まずホイヘンス、次いでニュートンにより、それぞれ対立するようなモデルが提唱された。ホイヘンスによる光の波動説は光の干渉等をよく説明したが、説明できない現象がいくつかあった。
続いてニュートンによって光の粒子説が唱えられた。粒子説では光の反射が容易に説明され、レンズによる屈折や、プリズムや虹などで見られる分光現象も説明できた。

### ヤング、フレネルとマクスウェル
1800年代初頭、ヤングとオーギュスタン・ジャン・フレネルによる二重スリット実験によってホイヘンスの波動説の証拠が得られた。二重スリット実験によって、格子を通った光は、水の流れが作るものと良く似た干渉縞を作る。光の波長もこの干渉縞のパターンから計算できた。光の波動説はすぐに粒子説に置き換わることはなかったが、粒子説では説明がつかない偏光等の性質も説明できることが分かり、1800年代中頃には光に対する主流な考え方になってきた。
1800年代終わり、ジェームズ・クラーク・マクスウェルは、マクスウェルの方程式により光は電磁波の伝播であることを示した。この方程式は多くの実験によって検証され、ホイヘンスの考えは広く受け入れられていった。

### 黒体放射に関するプランクの法則
1901年、マックス・プランクは、黒体放射のスペクトルに関する法則を発見した。プランクは、この法則の導出を考える中で、原子のエネルギーが、エネルギー素量（現在ではエネルギー量子と呼ばれている）ε = hν の整数倍になっていると仮定した。この仮定を、量子仮説という。

### アインシュタインの光電効果の実験

光電効果の模式図

1905年、アインシュタインはそれまで問題となっていた光電効果に対して説明を与えた。彼はこの説明のために、光のエネルギーの量子である光子の存在を仮定した。
光電効果は、金属に光を照射することにより、電流が生じる現象である。これは、金属に照射された光が電子と相互作用し、電子が弾き出されることによって起こる。しかし、青色の光であれば微弱な光でも電流を発生させるのに対し、赤色の光ではどんなに強い光を照射しても全く電流が発生しないことが分かった。波動説によると、光の波動の振幅は光の強さに比例するとされ、強い光は大きな電流を発生させるはずである。しかし、奇妙なことに観測の結果はそうならなかった。
アインシュタインは、この難問に対し、電子は離散的な電磁場（光子と呼ばれる量子）からエネルギーを受け取ると説明した。エネルギー量Eは光の周波数fと、次の関係式で結び付けられる。
{\displaystyle E=hf\,}
ここで、hは6.626 × 10-34ジュール秒の値を持つプランク定数である。
電子を弾き出すことができるのは、十分高い周波数の、電子を弾き出すのに必要なエネルギーをもっている光子だけである。青色光の光子は周波数が比較的高く、金属から電子を弾き出すのに十分なエネルギーを持っているのに対し、赤色光の光子は必要なエネルギーを持たず、いくら光を強く（光子の数を増やす）しても電子は弾き出せない。
光電効果は、アインシュタインの1921年度のノーベル物理学賞受賞の受賞理由とされた。

### ド・ブロイの仮説
1924年、ド・ブロイはド・ブロイ波の仮説を発表した。この仮説は光子だけではなく全ての物質が波動性を持つとするもので、波長λと運動量pが次の式で関係付けられた。
{\displaystyle \lambda ={\frac {h}{p}}}
これは、光子の運動量pを {\displaystyle p={\tfrac {E}{c}}}、光子の波長λをλ= {\displaystyle {\tfrac {c}{f}}}（cは真空中の光速度）とした、アインシュタインの式の一般化である。
ド・ブロイの式は3年後に電子について電子回折の観察をする2つの別々の実験によって検証された。アバディーン大学のジョージ・パジェット・トムソンは薄い金属フィルムに電子ビームを通し、予想された干渉パターンを得た。ベル研究所のクリントン・デイヴィソンとレスター・ジャマーは結晶格子に電子ビームを通して同じ結果を得た。
ド・ブロイはド・ブロイ波の考案によって、1929年にノーベル物理学賞を受賞した。トムソンとディヴィソンも1937年のノーベル物理学賞を分け合った。

### ハイゼンベルクの不確定性原理
ヴェルナー・ハイゼンベルクは、量子力学の公式化を進める中で、次のように表される不確定性原理を仮定した。
{\displaystyle \Delta x\Delta p\geq {\frac {\hbar }{2}}}
ここで、
{\displaystyle \Delta }は標準偏差、
xとpはそれぞれ粒子の位置と運動量、
{\displaystyle \hbar }はプランク定数を2πで除したものを表している。
ハイゼンベルクは、初めのうちは自身の発見を、測定のプロセス上生じる現象だと説明していた。粒子の位置を正確に測定しようとすると運動量が乱され、逆に粒子の運動量を正確に測定しようとすると位置が乱される。しかしこれは現在では不確定性の一部にすぎず、不確定性は観測のプロセスではなく粒子そのものに存在することが理解されている。
実際に、現在の不確定性原理の説明は、ニールス・ボーアとハイゼンベルクによって考案されたコペンハーゲン解釈に拡張され、粒子の波動性に明確に依存している。ここでは波動の正確な位置を論じることは意味をなさず、粒子の完全に正確な位置も決まらない。さらに位置が比較的よく定まると、波動はパルス状になり、波長は定まらなくなる。
ド・ブロイ自身は粒子と波動の二重性を説明するためにパイロット波を提案していた。この考え方では、それぞれの粒子の位置と運動量は精度良く定まるが、シュレディンガーの式に由来する波の性質も示す。パイロット波理論は、複数の粒子に適用すると局在性を示さなくなることから、初めは否定された。しかしすぐに、非局在性は量子理論の積分により得られることが分かった。また、デヴィッド・ボームによってド・ブロイのモデルが拡張された。